# 史堤芬·康斯坦丁
史堤芬·康斯坦丁（英語：Stephen Constantine，1962年10月16日—）是英國職業足球教練和前球員，現擔任巴基斯坦國家足球隊主教練。

## 球員生涯
康斯坦丁在美國為賓州斯通納和紐約泛西普里安自由效力。26歲時，他因膝蓋嚴重受傷而退休。

## 教練生涯
康斯坦丁於1999年至2001年間執教尼泊爾國家足球隊，並獲得尼泊爾國王畢蘭德拉授予勳章；2002年至2005年擔任印度國家足球隊主教練，2003年他率領印度亞非運動會獲得銀牌。離開印度後，他在2005-06年賽季擔任英格蘭球會米禾爾一線隊教練。2007年2月被任命為馬拉維國家足球隊主教練，3月1日開始任職。他於2008年4月辭職
2009年2月，康斯坦丁成為蘇丹國家足球隊主教練。離開蘇丹後，他在塞浦路斯執教比齊利亞體育會和薩拉米斯，並帶領後者升入塞浦路斯甲組聯賽。2012年12月至2013年2月，他擔任阿赫納足球會主教練。
2013年11月，他成為希臘球會艾普隆助理教練。2013年11月他成立英國海外教練協會（British Coaches Abroad Association）。2014年5月成為盧旺達國家足球隊主教練，並於6月執掌他的第一場比賽。康斯坦丁表示，他的目標是建立一支強大的球隊以主辦國身份挑戰2016年非洲國家錦標賽。2014年12月，盧旺達在世界排名取得有史以來的最高排名，排名第68位。同時康斯坦丁被傳將返回印度擔任國家隊主教練。
2015年1月16日康斯坦丁正式重返擔任印度擔任國家隊主教練，2015年3月12日在英迪拉甘地競技體育場對陣尼泊爾的世界盃外圍賽作為他重返印度的第一場，苏尼尔·切特里的兩粒進球帶領印度以2-0獲勝；次回合作客在達沙拉斯雷沙拉體育場以0-0戰平，晉級下一輪階段。由於印度在對陣尼泊爾的比賽中取得優異成績，在4月份國際足協世界排名中上升26位達到第147位。在世界盃外圍賽第二圈中，印度與伊朗、阿曼、土庫曼斯坦和關島分在D組，最終印度在小組墊底，只贏了一場比賽。
2016年1月，康斯坦丁率領印度參加南亞足球錦標賽，在決賽中以2-1擊敗阿富汗贏得冠軍。2017年6月，印度在國際足協世界排名升上第100位。六月對吉爾吉斯的勝仗已經為印度取得八連勝。由2016年6月至2017年11月取得連續13場比賽不敗，其中11場勝利，直到2018年3月以1-2輸給吉爾吉斯斯坦而結束。2016年，他拒絕執教英格蘭甲組聯賽球會維爾港的邀請。
印度在2019年亞足聯亞洲盃外圍賽以不敗戰績獲得2019年亞足聯亞洲盃參賽資格。2018年6月，印度在洲際盃決賽中擊敗肯亞奪得冠軍。隨後，康斯坦丁被《體育畫報》評為印度年度最佳教練。
在2019年亞洲盃上，康斯坦丁表示他的目標是從小組賽階段晉級。印度在對泰國的首場比賽中獲勝，但在小組最後一場對陣巴林的比賽中在最後一刻對方獲得十二碼而落敗僅獲得小組第四名，康斯坦丁賽後辭去主教練的職務。全印足球協會主席普拉富爾·帕特爾（Praful Patel）對康斯坦丁的辭職後表示：「這是一次美妙的旅程，我們一起走過了很長的距離，全世界都見證了這一切。」。康斯坦丁將印度從國際足協世界排名由2015年3月排名第173位升上至2018年12月排名97。
2021年1月，康斯坦丁成為塞浦路斯球會帕福斯首席足球運營官。2021年2月，他被任命為主教練。他的合約於2021年6月30日到期。
2022年7月，他任命為印度超級聯賽球會東賓高主教練，他於2023年4月離職。
2023年9月30日，康斯坦丁被任命為巴基斯坦國家足球隊主教練。2023年10月康斯坦丁率領巴基斯坦參與2026年國際足協世界盃外圍賽迎戰柬埔寨，首回合作客以0比0打和，次回合回到主場憑哈倫·哈米德（Harun Hamid）的入球擊敗柬埔寨，取得歷年來在世界盃外圍賽首場勝利，首次晉級第二輪階段。

## 外部連結
- 官方网站